# مک‌کارتیز ویلج (نیو مکزیکو)
مک‌کارتیز ویلج (به انگلیسی: McCartys Village) یک منطقهٔ مسکونی در ایالات متحده آمریکا است که در شهرستان سیبولا، نیومکزیکو واقع شده‌است. مک‌کارتیز ویلج ۰٫۵۲ کیلومتر مربع مساحت و ۴۸ نفر جمعیت دارد و ۱٬۸۸۰٫۶۴ متر بالاتر از سطح دریا واقع شده‌است.